# Chloroclystis virescens
Chloroclystis virescens är en fjärilsart som beskrevs av Moore 1887. Chloroclystis virescens ingår i släktet Chloroclystis och familjen mätare. Inga underarter finns listade i Catalogue of Life.